# Correntías Altas
Correntías Altas es una pedanía de la localidad española de Orihuela, en la comarca de la Vega Baja, Provincia de Alicante.